# Поляна (Хустский район)
Поляна (укр. Поляна) — село, входит в Хустскую городскую общину Хустского района Закарпатской области Украины.
Население по переписи 2001 года составляло 238 человек. Почтовый индекс — 90433. Телефонный код — 3142. Код КОАТУУ — 2125384003.